# 장영 (전한)
장영(莊嬰, ? ~ 기원전 163년)은 전한 초기의 제후로, 개국공신 장불식의 아들이자 승상 장청적의 아버지이다.

## 생애
고후 6년(기원전 182년), 장불식의 뒤를 이어 무강후(武彊侯)에 봉해졌다.
문제 후원년(기원전 163년)에 죽으니 시호를 간이라 하였고, 작위는 아들 장청적이 이었다.

## 출전
- 사마천, 《사기》 권18 고조공신후자연표
- 반고, 《한서》 권16 고혜고후문공신표

| 전임 아버지 무강장후 장불식 | 전한의 무강후 기원전 181년 ~ 기원전 163년 | 후임 아들 장청적 |